# Élections cantonales de 2004 dans les Bouches-du-Rhône
Les élections cantonales ont eu lieu les 21 et 28 mars 2004.
Lors de ces élections, 31 des 57 cantons des Bouches-du-Rhône ont été renouvelés. Elles ont vu la reconduction de la majorité socialiste dirigé par Jean-Noël Guérini, président du conseil général depuis 1998.

## Contexte départemental

### Assemblée départementale sortante
| Parti                              | Sigle | Sigle | Élus |
| ---------------------------------- | ----- | ----- | ---- |
| Majorité (37 sièges)               |       |       |      |
| Parti socialiste                   |       | PS    | 23   |
| Parti communiste français          |       | PCF   | 8    |
| Divers gauche                      |       | DVG   | 5    |
| Parti radical de gauche            |       | PRG   | 1    |
| Opposition (17 sièges)             |       |       |      |
| Union pour un mouvement populaire  |       | UMP   | 8    |
| Union pour la démocratie française |       | UDF   | 4    |
| Divers droite                      |       | DVD   | 5    |
| Président du conseil général       |       |       |      |
| Jean-Noël Guérini (PS)             |       |       |      |

## Résultats à l'échelle du département
Répartition départementale des résultats (2e tour).
- PCF (2,36 %)
- PS (36,32 %)
- PRG (1,38 %)
- DVG (5,36 %)
- Verts (3,98 %)
- UMP (25,25 %)
- UDF (4,56 %)
- DVD (2,08 %)
- FN (16,38 %)
- EXD (2,34 %)

| Étiquette      | Étiquette                           | Premier tour | Premier tour | Second tour | Second tour | Sièges |
| Étiquette      | Étiquette                           | Voix         | %            | Voix        | %           | Sièges |
| -------------- | ----------------------------------- | ------------ | ------------ | ----------- | ----------- | ------ |
|                | Parti socialiste                    | 99 985       | 26,10        | 135 218     | 36,32       | 18     |
|                | Parti communiste français           | 33 219       | 8,67         | 8 795       | 2,36        | 2      |
|                | Divers gauche                       | 16 919       | 4,42         | 19 952      | 5,36        | 2      |
|                | Les Verts                           | 15 046       | 3,93         | 14 801      | 3,98        | 0      |
|                | Extrême gauche                      | 11 210       | 2,93         |             |             |        |
|                | Parti radical de gauche             | 3 467        | 0,91         | 5 138       | 1,38        | 1      |
| Gauche         | Gauche                              | 179 846      | 46,96        | 183 904     | 49,39       | 23     |
|                |                                     |              |              |             |             |        |
|                | Union pour un mouvement populaire   | 73 860       | 19,28        | 94 011      | 25,25       | 6      |
|                | Front national                      | 71 360       | 18,63        | 60 997      | 16,38       | 0      |
|                | Union pour la démocratie française  | 20 528       | 5,36         | 16 966      | 4,56        | 1      |
|                | Divers droite                       | 15 354       | 4,01         | 7 732       | 2,08        | 0      |
|                | Extrême droite                      | 7 943        | 2,07         | 8 702       | 2,34        | 1      |
| Droite         | Droite                              | 189 045      | 49,35        | 188 408     | 50,61       | 8      |
|                |                                     |              |              |             |             |        |
|                | Écologistes                         | 11 130       | 2,91         |             |             |        |
|                | Chasse, pêche, nature et traditions | 457          | 0,12         |             |             |        |
|                | Régionalistes                       | 363          | 0,09         |             |             |        |
|                | Divers                              | 2 235        | 0,58         |             |             |        |
|                |                                     |              |              |             |             |        |
| Inscrits       | Inscrits                            | 635 970      | 100,00       | 595 193     | 100,00      |        |
| Abstention     | Abstention                          | 240 024      | 37,74        | 204 506     | 34,36       |        |
| Votants        | Votants                             | 395 946      | 62,26        | 390 687     | 65,64       |        |
| Blancs et nuls | Blancs et nuls                      | 12 870       | 3,25         | 18 375      | 4,70        |        |
| Exprimés       | Exprimés                            | 383 076      | 96,75        | 372 312     | 95,30       |        |

### Résultats en nombre de sièges
| Parti | Sièges mis en jeu | Élus | Évolution |
| ----- | ----------------- | ---- | --------- |
| UMP   | 2                 | 6    | +4        |
| UDF   | 1                 | 1    | =         |
| PS    | 19                | 18   | -1        |
| DVD   | 1                 | 0    | -1        |
| NC    | 1                 | 1    | =         |
| DVG   | 1                 | 2    | +1        |
| EXD   | 1                 | 1    | =         |
| PCF   | 2                 | 2    | =         |

### Assemblée départementale à l'issue des élections
| Parti                                | Sigle | Sigle | Élus |
| ------------------------------------ | ----- | ----- | ---- |
| Majorité (37 sièges)                 |       |       |      |
| Parti socialiste                     |       | PS    | 22   |
| Parti communiste français            |       | PCF   | 8    |
| Divers gauche                        |       | DVG   | 6    |
| Parti radical de gauche              |       | PRG   | 1    |
| Opposition (20 sièges)               |       |       |      |
| Union pour un mouvement populaire    |       | UMP   | 12   |
| Union des démocrates et indépendants |       | UDI   | 4    |
| Divers droite                        |       | DVD   | 4    |
| Président du conseil général         |       |       |      |
| Jean-Noël Guérini (PS)               |       |       |      |

## Résultats par canton

### Cantons de Marseille

#### Canton de Marseille-La Capelette
| Candidats      | Candidats          | Étiquette      | Premier tour | Premier tour | Second tour | Second tour |
| Candidats      | Candidats          | Étiquette      | Voix         | %            | Voix        | %           |
| -------------- | ------------------ | -------------- | ------------ | ------------ | ----------- | ----------- |
|                | Janine Écochard*   | PS             | 3 323        | 34,35        | 5 108       | 48,83       |
|                | Marie-Odile Raye   | FN             | 2 370        | 24,50        | 2 368       | 22,64       |
|                | Bernard Candullo   | UMP            | 2 137        | 22,09        | 2 985       | 28,53       |
|                | Marie-Yves Le Dret | PCF            | 649          | 6,71         |             |             |
|                | Roger Bayle        | ECO            | 416          | 4,30         |             |             |
|                | Guy Jullien        | DVD            | 317          | 3,28         |             |             |
|                | Patrick Grenier    | EXG            | 233          | 2,41         |             |             |
|                | Noëlla Kowalski    | ECO            | 131          | 1,35         |             |             |
|                | Jeanne Calderon    | EXG            | 98           | 1,01         |             |             |
|                |                    |                |              |              |             |             |
| Inscrits       | Inscrits           | Inscrits       | 17 441       | 100,00       | 17 441      | 100,00      |
| Abstention     | Abstention         | Abstention     | 7 454        | 42,74        | 6 722       | 38,54       |
| Votants        | Votants            | Votants        | 9 987        | 57,26        | 10 719      | 61,46       |
| Blancs et nuls | Blancs et nuls     | Blancs et nuls | 313          | 3,13         | 258         | 2,41        |
| Exprimés       | Exprimés           | Exprimés       | 9 674        | 96,87        | 10 461      | 97,59       |

#### Canton de Marseille-La Pomme
| Candidats      | Candidats           | Étiquette      | Premier tour | Premier tour | Second tour | Second tour |
| Candidats      | Candidats           | Étiquette      | Voix         | %            | Voix        | %           |
| -------------- | ------------------- | -------------- | ------------ | ------------ | ----------- | ----------- |
|                | René Olmeta*        | PS             | 4 784        | 37,14        | 6 980       | 50,68       |
|                | Thierry Santelli    | UMP            | 2 947        | 22,88        | 3 764       | 27,33       |
|                | Michèle Carayon     | FN             | 2 857        | 22,18        | 3 028       | 21,99       |
|                | Eve Gerbault        | PCF            | 757          | 5,88         |             |             |
|                | Bernard Cancellata  | ECO            | 641          | 4,98         |             |             |
|                | Jeanne Romain       | EXG            | 322          | 2,50         |             |             |
|                | Gérard Fleury       | EXD            | 252          | 1,96         |             |             |
|                | Pierre Kouyoumdjian | DVD            | 222          | 1,72         |             |             |
|                | Simon Costa         | EXG            | 98           | 0,76         |             |             |
|                |                     |                |              |              |             |             |
| Inscrits       | Inscrits            | Inscrits       | 22 644       | 100,00       | 22 641      | 100,00      |
| Abstention     | Abstention          | Abstention     | 9 328        | 41,19        | 8 499       | 37,54       |
| Votants        | Votants             | Votants        | 13 316       | 58,81        | 14 142      | 62,46       |
| Blancs et nuls | Blancs et nuls      | Blancs et nuls | 436          | 3,27         | 370         | 2,62        |
| Exprimés       | Exprimés            | Exprimés       | 12 880       | 96,73        | 13 772      | 97,38       |

*sortant

#### Canton de Marseille-Le Camas
| Candidats      | Candidats          | Étiquette      | Premier tour | Premier tour | Second tour | Second tour |
| Candidats      | Candidats          | Étiquette      | Voix         | %            | Voix        | %           |
| -------------- | ------------------ | -------------- | ------------ | ------------ | ----------- | ----------- |
|                | Antoine Rouzaud*   | PRG            | 3 467        | 36,72        | 5 138       | 51,15       |
|                | Philippe Berger    | UMP            | 2 387        | 25,28        | 3 234       | 32,20       |
|                | Michel Baumann     | FN             | 1 745        | 18,48        | 1 673       | 16,66       |
|                | Jacques Kupelian   | PCF            | 621          | 6,58         |             |             |
|                | Jean Frizzi        | ECO            | 324          | 3,43         |             |             |
|                | Jacqueline Grandel | EXG            | 294          | 3,11         |             |             |
|                | Catherine Gallo    | SE             | 200          | 2,12         |             |             |
|                | Serge Dutilleul    | DVD            | 168          | 1,78         |             |             |
|                | Gérard Terrier     | DVD            | 131          | 1,39         |             |             |
|                | Muriel Gerber      | EXG            | 106          | 1,12         |             |             |
|                |                    |                |              |              |             |             |
| Inscrits       | Inscrits           | Inscrits       | 15 892       | 100,00       | 15 887      | 100,00      |
| Abstention     | Abstention         | Abstention     | 6 184        | 38,91        | 5 619       | 35,37       |
| Votants        | Votants            | Votants        | 9 708        | 61,09        | 10 268      | 64,63       |
| Blancs et nuls | Blancs et nuls     | Blancs et nuls | 265          | 2,73         | 223         | 2,17        |
| Exprimés       | Exprimés           | Exprimés       | 9 443        | 97,27        | 10 045      | 97,83       |

*sortant

#### Canton de Marseille-Les Cinq-Avenues
| Candidats      | Candidats               | Étiquette      | Premier tour | Premier tour | Second tour | Second tour |
| Candidats      | Candidats               | Étiquette      | Voix         | %            | Voix        | %           |
| -------------- | ----------------------- | -------------- | ------------ | ------------ | ----------- | ----------- |
|                | Marie-Arlette Carlotti* | PS             | 4 174        | 41,10        | 5 695       | 51,97       |
|                | Sabine Bernasconi       | UMP            | 2 338        | 23,02        | 3 510       | 32,03       |
|                | Jackie Blanc            | FN             | 1 748        | 17,21        | 1 754       | 16,01       |
|                | Mireille Mavrides       | PCF            | 493          | 4,85         |             |             |
|                | René Chouraqui          | DVD            | 373          | 3,67         |             |             |
|                | Christian Lecat         | EXG            | 280          | 2,76         |             |             |
|                | Simeon Nikitoff         | ECO            | 217          | 2,14         |             |             |
|                | Alain Persia            | DVD            | 216          | 2,13         |             |             |
|                | Sébastiana Boyer        | ECO            | 148          | 1,46         |             |             |
|                | Corinne Raynaud         | EXG            | 102          | 1,00         |             |             |
|                | Philippe Mayeur         | SE             | 66           | 0,65         |             |             |
|                |                         |                |              |              |             |             |
| Inscrits       | Inscrits                | Inscrits       | 17 419       | 100,00       | 17 416      | 100,00      |
| Abstention     | Abstention              | Abstention     | 7 005        | 40,21        | 6 188       | 35,53       |
| Votants        | Votants                 | Votants        | 10 414       | 59,79        | 11 228      | 64,47       |
| Blancs et nuls | Blancs et nuls          | Blancs et nuls | 259          | 2,49         | 269         | 2,40        |
| Exprimés       | Exprimés                | Exprimés       | 10 155       | 97,51        | 10 959      | 97,60       |

*sortant

#### Canton de Marseille-Les Olives
| Candidats      | Candidats           | Étiquette      | Premier tour | Premier tour | Second tour | Second tour |
| Candidats      | Candidats           | Étiquette      | Voix         | %            | Voix        | %           |
| -------------- | ------------------- | -------------- | ------------ | ------------ | ----------- | ----------- |
|                | Marius Masse*       | PS             | 4 257        | 42,18        | 5 685       | 52,75       |
|                | Roland Lombardi     | FN             | 2 444        | 24,22        | 2 519       | 23,37       |
|                | Valérie Boyer       | UMP            | 1 970        | 19,52        | 2 574       | 23,88       |
|                | Frédéric Grossetti  | PCF            | 897          | 8,89         |             |             |
|                | Sylvie Moyen        | EXG            | 331          | 3,28         |             |             |
|                | Jacqueline Castells | DVD            | 193          | 1,91         |             |             |
|                |                     |                |              |              |             |             |
| Inscrits       | Inscrits            | Inscrits       | 16 990       | 100,00       | 16 987      | 100,00      |
| Abstention     | Abstention          | Abstention     | 6 551        | 38,56        | 5 877       | 34,60       |
| Votants        | Votants             | Votants        | 10 439       | 61,44        | 11 110      | 65,40       |
| Blancs et nuls | Blancs et nuls      | Blancs et nuls | 347          | 3,32         | 332         | 2,99        |
| Exprimés       | Exprimés            | Exprimés       | 10 092       | 96,68        | 10 778      | 97,01       |

*sortant

#### Canton de Marseille-Les Trois Lucs
| Candidats      | Candidats                 | Étiquette      | Premier tour | Premier tour | Second tour | Second tour |
| Candidats      | Candidats                 | Étiquette      | Voix         | %            | Voix        | %           |
| -------------- | ------------------------- | -------------- | ------------ | ------------ | ----------- | ----------- |
|                | Christophe Masse          | PS             | 4 011        | 38,76        | 5 515       | 50,01       |
|                | Serge Botey               | UMP            | 2 548        | 24,62        | 3 453       | 31,31       |
|                | Stéphane Durbec           | FN             | 2 164        | 20,91        | 2 059       | 18,67       |
|                | Bruno Malvezin            | Verts          | 569          | 5,50         |             |             |
|                | Lucien Martinez           | PCF            | 443          | 4,28         |             |             |
|                | Jacques Tron              | DVD            | 371          | 3,59         |             |             |
|                | Charles-Vincent Rangheard | EXG            | 242          | 2,34         |             |             |
|                |                           |                |              |              |             |             |
| Inscrits       | Inscrits                  | Inscrits       | 17 483       | 100,00       | 17 479      | 100,00      |
| Abstention     | Abstention                | Abstention     | 6 793        | 38,85        | 6 157       | 35,23       |
| Votants        | Votants                   | Votants        | 10 690       | 61,15        | 11 322      | 64,77       |
| Blancs et nuls | Blancs et nuls            | Blancs et nuls | 342          | 3,20         | 295         | 2,61        |
| Exprimés       | Exprimés                  | Exprimés       | 10 348       | 96,80        | 11 027      | 97,39       |

#### Canton de Marseille-Mazargues
| Candidats      | Candidats                | Étiquette      | Premier tour | Premier tour | Second tour | Second tour |
| Candidats      | Candidats                | Étiquette      | Voix         | %            | Voix        | %           |
| -------------- | ------------------------ | -------------- | ------------ | ------------ | ----------- | ----------- |
|                | Didier Réault*           | UMP            | 4 633        | 36,82        | 5 725       | 43,05       |
|                | Marianne Moukomel Clarte | Verts          | 3 110        | 24,71        | 5 243       | 39,42       |
|                | Alde Vinci               | FN             | 2 539        | 20,18        | 2 332       | 17,53       |
|                | Bernard Muller           | PCF            | 743          | 5,90         |             |             |
|                | Michel Villeneuve        | ECO            | 581          | 4,62         |             |             |
|                | Dominique Surry          | ECO            | 523          | 4,16         |             |             |
|                | Anne Roche               | EXG            | 455          | 3,62         |             |             |
|                |                          |                |              |              |             |             |
| Inscrits       | Inscrits                 | Inscrits       | 21 311       | 100,00       | 21 303      | 100,00      |
| Abstention     | Abstention               | Abstention     | 8 341        | 39,14        | 7 641       | 35,87       |
| Votants        | Votants                  | Votants        | 12 970       | 60,86        | 13 662      | 64,13       |
| Blancs et nuls | Blancs et nuls           | Blancs et nuls | 386          | 2,98         | 362         | 2,65        |
| Exprimés       | Exprimés                 | Exprimés       | 12 584       | 97,02        | 13 300      | 97,35       |

*sortant

#### Canton de Marseille-Montolivet
| Candidats      | Candidats                | Étiquette      | Premier tour | Premier tour | Second tour | Second tour |
| Candidats      | Candidats                | Étiquette      | Voix         | %            | Voix        | %           |
| -------------- | ------------------------ | -------------- | ------------ | ------------ | ----------- | ----------- |
|                | Roland Blum              | UMP            | 4 733        | 39,17        | 5 713       | 44,31       |
|                | Pierre Sémériva          | Verts          | 3 178        | 26,30        | 4 839       | 37,53       |
|                | Marie-Claude Aucouturier | FN             | 2 443        | 20,22        | 2 341       | 18,16       |
|                | Cécile Perez             | PCF            | 627          | 5,19         |             |             |
|                | Josette Mercier          | ECO            | 314          | 2,60         |             |             |
|                | Danièle Pécout           | EXG            | 309          | 2,56         |             |             |
|                | Roger Guichard           | DVD            | 276          | 2,28         |             |             |
|                | Angelina Nappo           | ECO            | 203          | 1,68         |             |             |
|                |                          |                |              |              |             |             |
| Inscrits       | Inscrits                 | Inscrits       | 20 694       | 100,00       | 20 690      | 100,00      |
| Abstention     | Abstention               | Abstention     | 8 279        | 40,01        | 7 496       | 36,23       |
| Votants        | Votants                  | Votants        | 12 415       | 59,99        | 13 194      | 63,77       |
| Blancs et nuls | Blancs et nuls           | Blancs et nuls | 332          | 2,67         | 301         | 2,28        |
| Exprimés       | Exprimés                 | Exprimés       | 12 083       | 97,33        | 12 893      | 97,72       |

#### Canton de Marseille-Notre-Dame-du-Mont
| Candidats      | Candidats           | Étiquette      | Premier tour | Premier tour | Second tour | Second tour |
| Candidats      | Candidats           | Étiquette      | Voix         | %            | Voix        | %           |
| -------------- | ------------------- | -------------- | ------------ | ------------ | ----------- | ----------- |
|                | Joseph Zeitoun      | DVG            | 3 371        | 34,87        | 5 032       | 49,67       |
|                | Georges Gomez       | UMP            | 2 618        | 27,08        | 3 561       | 35,15       |
|                | Antoine Tarquiny    | FN             | 1 657        | 17,14        | 1 538       | 15,18       |
|                | Christelle Pasquier | PCF            | 710          | 7,35         |             |             |
|                | Patrice Daude       | ECO            | 634          | 6,56         |             |             |
|                | Joseph Markiel      | EXG            | 341          | 3,53         |             |             |
|                | Roger Fouque        | DVD            | 335          | 3,47         |             |             |
|                |                     |                |              |              |             |             |
| Inscrits       | Inscrits            | Inscrits       | 16 436       | 100,00       | 16 432      | 100,00      |
| Abstention     | Abstention          | Abstention     | 6 445        | 39,21        | 5 911       | 35,97       |
| Votants        | Votants             | Votants        | 9 991        | 60,79        | 10 521      | 64,03       |
| Blancs et nuls | Blancs et nuls      | Blancs et nuls | 325          | 3,25         | 390         | 3,71        |
| Exprimés       | Exprimés            | Exprimés       | 9 666        | 96,75        | 10 131      | 96,29       |

#### Canton de Marseille-Saint-Barthélemy
| Candidats      | Candidats               | Étiquette      | Premier tour | Premier tour | Second tour | Second tour |
| Candidats      | Candidats               | Étiquette      | Voix         | %            | Voix        | %           |
| -------------- | ----------------------- | -------------- | ------------ | ------------ | ----------- | ----------- |
|                | Denis Rossi*            | PS             | 3 472        | 37,97        | 6 349       | 67,78       |
|                | Stéphane Ravier         | FN             | 2 340        | 25,59        | 3 018       | 32,22       |
|                | Michel Collet Fenetrier | UMP            | 931          | 10,18        |             |             |
|                | Jean-Pierre Carbuccia   | PCF            | 782          | 8,55         |             |             |
|                | Alain Vauzelle          | EXD            | 455          | 4,98         |             |             |
|                | Charles Hoareau         | EXG            | 414          | 4,53         |             |             |
|                | Paul Bazzali            | EXG            | 288          | 3,15         |             |             |
|                | Claude Nassur           | SE             | 253          | 2,77         |             |             |
|                | Arezki Selloum          | DVD            | 210          | 2,30         |             |             |
|                |                         |                |              |              |             |             |
| Inscrits       | Inscrits                | Inscrits       | 16 012       | 100,00       | 16 013      | 100,00      |
| Abstention     | Abstention              | Abstention     | 6 536        | 40,82        | 6 180       | 38,59       |
| Votants        | Votants                 | Votants        | 9 476        | 59,18        | 9 833       | 61,41       |
| Blancs et nuls | Blancs et nuls          | Blancs et nuls | 331          | 3,49         | 466         | 4,74        |
| Exprimés       | Exprimés                | Exprimés       | 9 145        | 96,51        | 9 367       | 95,26       |

*sortant

#### Canton de Marseille-Saint-Just
| Candidats      | Candidats             | Étiquette      | Premier tour | Premier tour | Second tour | Second tour |
| Candidats      | Candidats             | Étiquette      | Voix         | %            | Voix        | %           |
| -------------- | --------------------- | -------------- | ------------ | ------------ | ----------- | ----------- |
|                | Michel Pezet*         | PS             | 3 427        | 37,99        | 6 320       | 68,14       |
|                | Jean-Pierre Baumann   | FN             | 2 286        | 25,34        | 2 955       | 31,86       |
|                | Patrick Padovani      | UMP            | 1 334        | 14,79        |             |             |
|                | Nadine San Nicolas    | PCF            | 745          | 8,26         |             |             |
|                | Djamila Saïd          | SE             | 361          | 4,00         |             |             |
|                | Pascale Combis        | EXG            | 244          | 2,70         |             |             |
|                | Florence Duport       | ECO            | 211          | 2,34         |             |             |
|                | Jean-Benjamin Ginoyer | DVD            | 177          | 1,96         |             |             |
|                | Lionel Freddi         | ECO            | 119          | 1,32         |             |             |
|                | Jacques Elias         | ECO            | 117          | 1,30         |             |             |
|                |                       |                |              |              |             |             |
| Inscrits       | Inscrits              | Inscrits       | 16 439       | 100,00       | 16 436      | 100,00      |
| Abstention     | Abstention            | Abstention     | 7 141        | 43,44        | 6 589       | 40,09       |
| Votants        | Votants               | Votants        | 9 298        | 56,56        | 9 847       | 59,91       |
| Blancs et nuls | Blancs et nuls        | Blancs et nuls | 277          | 2,98         | 572         | 5,81        |
| Exprimés       | Exprimés              | Exprimés       | 9 021        | 97,02        | 9 275       | 94,19       |

*sortant

#### Canton de Marseille-Sainte-Marguerite
| Candidats      | Candidats          | Étiquette      | Premier tour | Premier tour | Second tour | Second tour |
| Candidats      | Candidats          | Étiquette      | Voix         | %            | Voix        | %           |
| -------------- | ------------------ | -------------- | ------------ | ------------ | ----------- | ----------- |
|                | Guy Teissier       | UMP            | 5 263        | 42,51        | 6 086       | 46,62       |
|                | Jacques Soubeyrand | DVG            | 3 307        | 26,71        | 4 877       | 37,36       |
|                | Jeannie Audoly     | FN             | 2 350        | 18,98        | 2 091       | 16,02       |
|                | Christophe Rondel  | PCF            | 546          | 4,41         |             |             |
|                | Robert Silvani     | ECO            | 404          | 3,26         |             |             |
|                | Monique Filippi    | EXG            | 289          | 2,33         |             |             |
|                | Raymond Chaumont   | ECO            | 222          | 1,79         |             |             |
|                |                    |                |              |              |             |             |
| Inscrits       | Inscrits           | Inscrits       | 21 142       | 100,00       | 21 141      | 100,00      |
| Abstention     | Abstention         | Abstention     | 8 446        | 39,95        | 7 769       | 36,75       |
| Votants        | Votants            | Votants        | 12 696       | 60,05        | 13 372      | 63,25       |
| Blancs et nuls | Blancs et nuls     | Blancs et nuls | 315          | 2,48         | 318         | 2,38        |
| Exprimés       | Exprimés           | Exprimés       | 12 381       | 97,52        | 13 054      | 97,62       |

#### Canton de Marseille-Vauban
| Candidats      | Candidats                  | Étiquette      | Premier tour | Premier tour | Second tour | Second tour |
| Candidats      | Candidats                  | Étiquette      | Voix         | %            | Voix        | %           |
| -------------- | -------------------------- | -------------- | ------------ | ------------ | ----------- | ----------- |
|                | André Malrait              | UMP            | 3 872        | 37,01        | 5 696       | 54,69       |
|                | Lyane Allibert             | Verts          | 2 839        | 27,14        | 4 719       | 45,31       |
|                | Maurice Gros               | FN             | 1 644        | 15,72        |             |             |
|                | Jean-Claude Méry           | PCF            | 564          | 5,39         |             |             |
|                | Marcelle Teychene          | ECO            | 410          | 3,92         |             |             |
|                | Isolette Franceschi Sicard | DVD            | 314          | 3,00         |             |             |
|                | Hubert Savon               | EXD            | 223          | 2,13         |             |             |
|                | René Venier                | EXG            | 217          | 2,07         |             |             |
|                | Catherine Herve            | ECO            | 148          | 1,41         |             |             |
|                | Conception Denia Salone    | SE             | 127          | 1,21         |             |             |
|                | Éric Dewinter              | SE             | 103          | 0,98         |             |             |
|                |                            |                |              |              |             |             |
| Inscrits       | Inscrits                   | Inscrits       | 18 006       | 100,00       | 18 004      | 100,00      |
| Abstention     | Abstention                 | Abstention     | 7 195        | 39,96        | 6 899       | 38,32       |
| Votants        | Votants                    | Votants        | 10 811       | 60,04        | 11 105      | 61,68       |
| Blancs et nuls | Blancs et nuls             | Blancs et nuls | 350          | 3,24         | 690         | 6,21        |
| Exprimés       | Exprimés                   | Exprimés       | 10 461       | 96,76        | 10 415      | 93,79       |

### Cantons hors Marseille

#### Canton d'Aix-en-Provence-Sud-Ouest
| Candidats      | Candidats           | Étiquette      | Premier tour | Premier tour | Second tour | Second tour |
| Candidats      | Candidats           | Étiquette      | Voix         | %            | Voix        | %           |
| -------------- | ------------------- | -------------- | ------------ | ------------ | ----------- | ----------- |
|                | André Guinde*       | PS             | 6 356        | 25,59        | 13 625      | 54,14       |
|                | Stéphane Salord     | UMP            | 6 059        | 24,40        | 11 541      | 45,86       |
|                | Robert Dagorne      | UDF            | 3 347        | 13,48        |             |             |
|                | Pierre Causse       | FN             | 3 270        | 13,17        |             |             |
|                | Sophie Abessera     | DVG            | 1 410        | 5,68         |             |             |
|                | Cyril di Meo        | Verts          | 1 317        | 5,30         |             |             |
|                | Nathalie Leconte    | PCF            | 812          | 3,27         |             |             |
|                | Lysiane Sart        | ECO            | 432          | 1,74         |             |             |
|                | Brigitte Espaze     | EXG            | 414          | 1,67         |             |             |
|                | Bernard Duconge     | EXD            | 375          | 1,51         |             |             |
|                | Jean-Christian Vial | ECO            | 256          | 1,03         |             |             |
|                | Jean-Marie Riba     | DVG            | 237          | 0,95         |             |             |
|                | Sylvia Leproux      | ECO            | 225          | 0,91         |             |             |
|                | Pascal Lemaire      | EXG            | 174          | 0,70         |             |             |
|                | Nicolas Arzoumanian | DVD            | 153          | 0,62         |             |             |
|                |                     |                |              |              |             |             |
| Inscrits       | Inscrits            | Inscrits       | 40 649       | 100,00       | 40 651      | 100,00      |
| Abstention     | Abstention          | Abstention     | 15 087       | 37,12        | 13 733      | 33,78       |
| Votants        | Votants             | Votants        | 25 562       | 62,88        | 26 918      | 66,22       |
| Blancs et nuls | Blancs et nuls      | Blancs et nuls | 725          | 2,84         | 1 752       | 6,51        |
| Exprimés       | Exprimés            | Exprimés       | 24 837       | 97,16        | 25 166      | 93,49       |

*sortant

#### Canton d'Allauch
| Candidats      | Candidats         | Étiquette      | Premier tour | Premier tour |
| Candidats      | Candidats         | Étiquette      | Voix         | %            |
| -------------- | ----------------- | -------------- | ------------ | ------------ |
|                | Roland Povinelli* | PS             | 8 607        | 55,97        |
|                | José Gonzalez     | FN             | 2 791        | 18,15        |
|                | Robert Honnorat   | UDF            | 2 415        | 15,71        |
|                | Gilles Viallon    | PCF            | 1 151        | 7,49         |
|                | Claudine Rodinson | EXG            | 413          | 2,69         |
|                |                   |                |              |              |
| Inscrits       | Inscrits          | Inscrits       | 24 170       | 100,00       |
| Abstention     | Abstention        | Abstention     | 8 272        | 34,22        |
| Votants        | Votants           | Votants        | 15 898       | 65,78        |
| Blancs et nuls | Blancs et nuls    | Blancs et nuls | 521          | 3,28         |
| Exprimés       | Exprimés          | Exprimés       | 15 377       | 96,72        |

*sortant

#### Canton d'Arles-Ouest
| Candidats      | Candidats         | Étiquette      | Premier tour | Premier tour |
| Candidats      | Candidats         | Étiquette      | Voix         | %            |
| -------------- | ----------------- | -------------- | ------------ | ------------ |
|                | Hervé Schiavetti* | PCF            | 5 578        | 54,20        |
|                | Gérard David      | FN             | 1 772        | 17,22        |
|                | Serge Berthomieu  | UMP            | 1 442        | 14,01        |
|                | Éric Jouveaux     | SE             | 685          | 6,66         |
|                | David Ibanez      | Verts          | 461          | 4,48         |
|                | Bruno Leclerc     | EXG            | 272          | 2,64         |
|                | Bernard Labat     | EXG            | 82           | 0,80         |
|                |                   |                |              |              |
| Inscrits       | Inscrits          | Inscrits       | 16 564       | 100,00       |
| Abstention     | Abstention        | Abstention     | 5 906        | 35,66        |
| Votants        | Votants           | Votants        | 10 658       | 64,34        |
| Blancs et nuls | Blancs et nuls    | Blancs et nuls | 366          | 3,43         |
| Exprimés       | Exprimés          | Exprimés       | 10 292       | 96,57        |

*sortant

#### Canton d'Aubagne-Est
| Candidats      | Candidats         | Étiquette      | Premier tour | Premier tour | Second tour | Second tour |
| Candidats      | Candidats         | Étiquette      | Voix         | %            | Voix        | %           |
| -------------- | ----------------- | -------------- | ------------ | ------------ | ----------- | ----------- |
|                | Roland Giberti    | UDF            | 6 809        | 39,06        | 8 684       | 45,89       |
|                | Patrick Arnoux    | PS             | 4 731        | 27,14        | 6 702       | 35,42       |
|                | Éric Geronimo     | FN             | 3 634        | 20,85        | 3 538       | 18,70       |
|                | Christian Lartaud | ECO            | 878          | 5,04         |             |             |
|                | Cyril Belmonte    | EXG            | 468          | 2,68         |             |             |
|                | Joseph Careghi    | DVD            | 365          | 2,09         |             |             |
|                | Claude Lenzi      | DVD            | 302          | 1,73         |             |             |
|                | Richard Bachelier | EXG            | 245          | 1,41         |             |             |
|                |                   |                |              |              |             |             |
| Inscrits       | Inscrits          | Inscrits       | 28 845       | 100,00       | 28 842      | 100,00      |
| Abstention     | Abstention        | Abstention     | 10 721       | 37,17        | 9 394       | 32,57       |
| Votants        | Votants           | Votants        | 18 124       | 62,83        | 19 448      | 67,43       |
| Blancs et nuls | Blancs et nuls    | Blancs et nuls | 692          | 3,82         | 524         | 2,69        |
| Exprimés       | Exprimés          | Exprimés       | 17 432       | 96,18        | 18 924      | 97,31       |

#### Canton de Berre-l'Étang
| Candidats      | Candidats           | Étiquette      | Premier tour | Premier tour | Second tour | Second tour |
| Candidats      | Candidats           | Étiquette      | Voix         | %            | Voix        | %           |
| -------------- | ------------------- | -------------- | ------------ | ------------ | ----------- | ----------- |
|                | Serge Andreoni      | DVG            | 5 679        | 45,26        | 8 876       | 70,24       |
|                | Gérald Gérin        | FN             | 2 130        | 16,97        | 3 761       | 29,76       |
|                | Gilles Lacroix      | DVD            | 1 342        | 10,69        |             |             |
|                | Robert Deixonne     | PCF            | 1 197        | 9,54         |             |             |
|                | Liliane Silvy       | UMP            | 1 189        | 9,48         |             |             |
|                | Félix Thanh         | ECO            | 446          | 3,55         |             |             |
|                | Véronique Morel     | EXG            | 391          | 3,12         |             |             |
|                | Anne-Laure Penhirin | DVG            | 174          | 1,39         |             |             |
|                |                     |                |              |              |             |             |
| Inscrits       | Inscrits            | Inscrits       | 21 134       | 100,00       | 21 129      | 100,00      |
| Abstention     | Abstention          | Abstention     | 8 047        | 38,08        | 7 496       | 35,48       |
| Votants        | Votants             | Votants        | 13 087       | 61,92        | 13 633      | 64,52       |
| Blancs et nuls | Blancs et nuls      | Blancs et nuls | 539          | 4,12         | 996         | 7,31        |
| Exprimés       | Exprimés            | Exprimés       | 12 548       | 95,88        | 12 637      | 92,69       |

#### Canton de Châteauneuf-Côte-Bleue
| Candidats      | Candidats             | Étiquette      | Premier tour | Premier tour | Second tour | Second tour |
| Candidats      | Candidats             | Étiquette      | Voix         | %            | Voix        | %           |
| -------------- | --------------------- | -------------- | ------------ | ------------ | ----------- | ----------- |
|                | Vincent Burroni       | PS             | 6 966        | 33,50        | 10 570      | 47,95       |
|                | Bernard Guarino       | UMP            | 5 703        | 27,42        | 7 101       | 32,21       |
|                | Pierre Faraci         | FN             | 4 347        | 20,90        | 4 374       | 19,84       |
|                | Raymonde Coste        | PCF            | 2 050        | 9,86         |             |             |
|                | Christophe Pistoresi  | ECO            | 839          | 4,03         |             |             |
|                | Isabelle Bonnet       | EXG            | 445          | 2,14         |             |             |
|                | Jacques Sabatier      | ECO            | 273          | 1,31         |             |             |
|                | Laurent Bole Besancon | DVD            | 174          | 0,84         |             |             |
|                |                       |                |              |              |             |             |
| Inscrits       | Inscrits              | Inscrits       | 33 475       | 100,00       | 33 472      | 100,00      |
| Abstention     | Abstention            | Abstention     | 12 029       | 35,93        | 10 810      | 32,30       |
| Votants        | Votants               | Votants        | 21 446       | 64,07        | 22 662      | 67,70       |
| Blancs et nuls | Blancs et nuls        | Blancs et nuls | 649          | 3,03         | 617         | 2,72        |
| Exprimés       | Exprimés              | Exprimés       | 20 797       | 96,97        | 22 045      | 97,28       |

#### Canton de La Ciotat
| Candidats      | Candidats              | Étiquette      | Premier tour | Premier tour | Second tour | Second tour |
| Candidats      | Candidats              | Étiquette      | Voix         | %            | Voix        | %           |
| -------------- | ---------------------- | -------------- | ------------ | ------------ | ----------- | ----------- |
|                | Patrick Boré           | UMP            | 6 480        | 36,93        | 9 120       | 47,94       |
|                | Rosy Sanna*            | PCF            | 3 409        | 19,43        | 6 926       | 36,41       |
|                | Joëlle Mélin           | FN             | 3 353        | 19,11        | 2 978       | 15,65       |
|                | Stéphanie Harkane      | PS             | 2 928        | 16,69        |             |             |
|                | Jean Pardini           | ECO            | 526          | 3,00         |             |             |
|                | Jean-Pierre Messemanne | EXG            | 318          | 1,81         |             |             |
|                | Jean-Yves Pied         | DVD            | 316          | 1,80         |             |             |
|                | Christian Luzet        | DVG            | 215          | 1,23         |             |             |
|                |                        |                |              |              |             |             |
| Inscrits       | Inscrits               | Inscrits       | 28 629       | 100,00       | 28 628      | 100,00      |
| Abstention     | Abstention             | Abstention     | 10 567       | 36,91        | 9 036       | 31,56       |
| Votants        | Votants                | Votants        | 18 062       | 63,09        | 19 592      | 68,44       |
| Blancs et nuls | Blancs et nuls         | Blancs et nuls | 517          | 2,86         | 568         | 2,90        |
| Exprimés       | Exprimés               | Exprimés       | 17 545       | 97,14        | 19 024      | 97,10       |

*sortant

#### Canton d'Eyguières
| Candidats      | Candidats       | Étiquette      | Premier tour | Premier tour | Second tour | Second tour |
| Candidats      | Candidats       | Étiquette      | Voix         | %            | Voix        | %           |
| -------------- | --------------- | -------------- | ------------ | ------------ | ----------- | ----------- |
|                | Daniel Conte*   | PS             | 4 709        | 47,88        | 5 941       | 58,05       |
|                | Yves Reyre      | FN             | 2 124        | 21,59        | 2 100       | 20,52       |
|                | Yves Olive      | UMP            | 1 766        | 17,95        | 2 193       | 21,43       |
|                | Elvire Debutte  | Verts          | 610          | 6,20         |             |             |
|                | Dominique Balat | PCF            | 370          | 3,76         |             |             |
|                | Noëlle Lagrange | EXG            | 257          | 2,61         |             |             |
|                |                 |                |              |              |             |             |
| Inscrits       | Inscrits        | Inscrits       | 15 542       | 100,00       | 15 542      | 100,00      |
| Abstention     | Abstention      | Abstention     | 5 359        | 34,48        | 4 957       | 31,89       |
| Votants        | Votants         | Votants        | 10 183       | 65,52        | 10 585      | 68,11       |
| Blancs et nuls | Blancs et nuls  | Blancs et nuls | 347          | 3,41         | 351         | 3,32        |
| Exprimés       | Exprimés        | Exprimés       | 9 836        | 96,59        | 10 234      | 96,68       |

*sortant

#### Canton de Lambesc
| Candidats      | Candidats       | Étiquette      | Premier tour | Premier tour | Second tour | Second tour |
| Candidats      | Candidats       | Étiquette      | Voix         | %            | Voix        | %           |
| -------------- | --------------- | -------------- | ------------ | ------------ | ----------- | ----------- |
|                | Jacky Gérard*   | PS             | 5 678        | 49,32        | 7 574       | 63,53       |
|                | Jacky Pin       | UMP            | 3 411        | 29,63        | 4 348       | 36,47       |
|                | Jérôme Hay      | FN             | 1 524        | 13,24        |             |             |
|                | Gérard Venel    | PCF            | 645          | 5,60         |             |             |
|                | Michel Pozzetto | EXG            | 254          | 2,21         |             |             |
|                |                 |                |              |              |             |             |
| Inscrits       | Inscrits        | Inscrits       | 17 755       | 100,00       | 17 748      | 100,00      |
| Abstention     | Abstention      | Abstention     | 5 865        | 33,03        | 5 244       | 29,55       |
| Votants        | Votants         | Votants        | 11 890       | 66,97        | 12 504      | 70,45       |
| Blancs et nuls | Blancs et nuls  | Blancs et nuls | 378          | 3,18         | 582         | 4,65        |
| Exprimés       | Exprimés        | Exprimés       | 11 512       | 96,82        | 11 922      | 95,35       |

*sortant

#### Canton de Marignane
| Candidats      | Candidats            | Étiquette      | Premier tour | Premier tour | Second tour | Second tour |
| Candidats      | Candidats            | Étiquette      | Voix         | %            | Voix        | %           |
| -------------- | -------------------- | -------------- | ------------ | ------------ | ----------- | ----------- |
|                | Daniel Simonpieri*   | DVD            | 5 454        | 38,11        | 8 702       | 72,75       |
|                | Léonard Faraci       | FN             | 2 398        | 16,76        | 3 259       | 27,25       |
|                | Philippe Gardiol     | Verts          | 2 059        | 14,39        |             |             |
|                | Bernard Bentz        | UDF            | 1 876        | 13,11        |             |             |
|                | Marie-Claude Gargani | PCF            | 867          | 6,06         |             |             |
|                | Magali Elias         | ECO            | 688          | 4,81         |             |             |
|                | Youcef Larkat        | DVG            | 605          | 4,23         |             |             |
|                | Yves Daien           | EXG            | 363          | 2,54         |             |             |
|                |                      |                |              |              |             |             |
| Inscrits       | Inscrits             | Inscrits       | 25 536       | 100,00       | 25 540      | 100,00      |
| Abstention     | Abstention           | Abstention     | 10 694       | 41,88        | 10 058      | 39,38       |
| Votants        | Votants              | Votants        | 14 842       | 58,12        | 15 482      | 60,62       |
| Blancs et nuls | Blancs et nuls       | Blancs et nuls | 532          | 3,58         | 3 521       | 22,74       |
| Exprimés       | Exprimés             | Exprimés       | 14 310       | 96,42        | 11 961      | 77,26       |

*sortant

#### Canton de Pélissanne
| Candidats      | Candidats          | Étiquette      | Premier tour | Premier tour | Second tour | Second tour |
| Candidats      | Candidats          | Étiquette      | Voix         | %            | Voix        | %           |
| -------------- | ------------------ | -------------- | ------------ | ------------ | ----------- | ----------- |
|                | Jean-Pierre Maggi* | PS             | 7 729        | 39,55        | 11 623      | 58,39       |
|                | Pascal Montecot    | UDF            | 5 080        | 26,00        | 8 282       | 41,61       |
|                | Luc Vigo           | FN             | 3 018        | 15,44        |             |             |
|                | Érik Bonnaud       | Verts          | 903          | 4,62         |             |             |
|                | Pierre Vidal       | ECO            | 804          | 4,11         |             |             |
|                | Eugène Atlante     | PCF            | 674          | 3,45         |             |             |
|                | Franck Vidal       | SE             | 440          | 2,25         |             |             |
|                | Olivier Josue      | EXG            | 418          | 2,14         |             |             |
|                | Gabriel Van Gaver  | EXD            | 261          | 1,34         |             |             |
|                | Cédric Bettini     | DVD            | 215          | 1,10         |             |             |
|                |                    |                |              |              |             |             |
| Inscrits       | Inscrits           | Inscrits       | 30 984       | 100,00       | 30 979      | 100,00      |
| Abstention     | Abstention         | Abstention     | 10 805       | 34,87        | 9 728       | 31,40       |
| Votants        | Votants            | Votants        | 20 179       | 65,13        | 21 251      | 68,60       |
| Blancs et nuls | Blancs et nuls     | Blancs et nuls | 637          | 3,16         | 1 346       | 6,33        |
| Exprimés       | Exprimés           | Exprimés       | 19 542       | 96,84        | 19 905      | 93,67       |

*sortant

#### Canton des Pennes-Mirabeau
| Candidats      | Candidats              | Étiquette      | Premier tour | Premier tour | Second tour | Second tour |
| Candidats      | Candidats              | Étiquette      | Voix         | %            | Voix        | %           |
| -------------- | ---------------------- | -------------- | ------------ | ------------ | ----------- | ----------- |
|                | Michel Amiel*          | PS             | 6 746        | 37,53        | 10 678      | 56,93       |
|                | Louis Cabon            | FN             | 3 449        | 19,19        | 3 660       | 19,51       |
|                | Hervé Fabre-Aubrespy   | UMP            | 3 426        | 19,06        | 4 418       | 23,56       |
|                | Patrick Magro          | PCF            | 3 386        | 18,84        | Retrait     | Retrait     |
|                | Nathalie Laclau        | EXG            | 381          | 2,12         |             |             |
|                | Jean-Luc Deschamps     | DVG            | 227          | 1,26         |             |             |
|                | Jean-Marie Mure Ravaud | DVD            | 205          | 1,14         |             |             |
|                | Nathalie Ferreres      | DVD            | 155          | 0,86         |             |             |
|                |                        |                |              |              |             |             |
| Inscrits       | Inscrits               | Inscrits       | 30 255       | 100,00       | 30 256      | 100,00      |
| Abstention     | Abstention             | Abstention     | 11 673       | 38,58        | 10 811      | 35,73       |
| Votants        | Votants                | Votants        | 18 582       | 61,42        | 19 445      | 64,27       |
| Blancs et nuls | Blancs et nuls         | Blancs et nuls | 607          | 3,27         | 689         | 3,54        |
| Exprimés       | Exprimés               | Exprimés       | 17 975       | 96,73        | 18 756      | 96,46       |

*sortant

#### Canton de Peyrolles-en-Provence
| Candidats      | Candidats              | Étiquette      | Premier tour | Premier tour | Second tour | Second tour |
| Candidats      | Candidats              | Étiquette      | Voix         | %            | Voix        | %           |
| -------------- | ---------------------- | -------------- | ------------ | ------------ | ----------- | ----------- |
|                | Alexandre Medvedowsky* | PS             | 3 842        | 47,42        | 4 847       | 57,40       |
|                | Jean-Pierre Bertrand   | UMP            | 1 781        | 21,98        | 2 198       | 26,03       |
|                | Gérard Beyer           | FN             | 1 320        | 16,29        | 1 399       | 16,57       |
|                | Christian Bertrand     | DVD            | 375          | 4,63         |             |             |
|                | Hervé Guerrera         | POC            | 363          | 4,48         |             |             |
|                | Jean-Louis Brunel      | PCF            | 224          | 2,76         |             |             |
|                | Michel Faure           | EXG            | 138          | 1,70         |             |             |
|                | Jean-Pierre Venot      | EXG            | 59           | 0,73         |             |             |
|                |                        |                |              |              |             |             |
| Inscrits       | Inscrits               | Inscrits       | 12 668       | 100,00       | 12 668      | 100,00      |
| Abstention     | Abstention             | Abstention     | 4 243        | 33,49        | 3 933       | 31,05       |
| Votants        | Votants                | Votants        | 8 425        | 66,51        | 8 735       | 68,95       |
| Blancs et nuls | Blancs et nuls         | Blancs et nuls | 323          | 3,83         | 291         | 3,33        |
| Exprimés       | Exprimés               | Exprimés       | 8 102        | 96,17        | 8 444       | 96,67       |

*sortant

#### Canton de Port-Saint-Louis-du-Rhône
| Candidats      | Candidats            | Étiquette      | Premier tour | Premier tour | Second tour | Second tour |
| Candidats      | Candidats            | Étiquette      | Voix         | %            | Voix        | %           |
| -------------- | -------------------- | -------------- | ------------ | ------------ | ----------- | ----------- |
|                | Philippe Caizergues* | DVD            | 1 198        | 29,41        | 1 671       | 35,50       |
|                | Jean-Marc Charrier   | PCF            | 1 151        | 28,26        | 1 869       | 39,71       |
|                | Lucienne Fabregas    | DVG            | 990          | 24,31        | 1 167       | 24,79       |
|                | Antoine Rupolo       | PS             | 359          | 8,81         |             |             |
|                | Jacques Peth         | FN             | 314          | 7,71         |             |             |
|                | Jean Purrini         | EXG            | 45           | 1,10         |             |             |
|                | André Pibarot        | DVD            | 16           | 0,39         |             |             |
|                |                      |                |              |              |             |             |
| Inscrits       | Inscrits             | Inscrits       | 5 842        | 100,00       | 5 841       | 100,00      |
| Abstention     | Abstention           | Abstention     | 1 655        | 28,33        | 1 029       | 17,62       |
| Votants        | Votants              | Votants        | 4 187        | 71,67        | 4 812       | 82,38       |
| Blancs et nuls | Blancs et nuls       | Blancs et nuls | 114          | 2,72         | 105         | 2,18        |
| Exprimés       | Exprimés             | Exprimés       | 4 073        | 97,28        | 4 707       | 97,82       |

*sortant

#### Canton de Saint-Rémy-de-Provence
| Candidats      | Candidats                  | Étiquette      | Premier tour | Premier tour | Second tour | Second tour |
| Candidats      | Candidats                  | Étiquette      | Voix         | %            | Voix        | %           |
| -------------- | -------------------------- | -------------- | ------------ | ------------ | ----------- | ----------- |
|                | Hervé Chérubini*           | PS             | 3 296        | 42,92        | 4 749       | 59,93       |
|                | Lucien Palix               | UMP            | 1 994        | 25,96        | 3 175       | 40,07       |
|                | Caroline Reyre             | FN             | 1 160        | 15,10        |             |             |
|                | Francis Maurin             | CPNT           | 457          | 5,95         |             |             |
|                | Frédéric Durand            | DVG            | 337          | 4,39         |             |             |
|                | Bernard Dupuy              | DVD            | 260          | 3,39         |             |             |
|                | Christian Zariquiegui      | EXG            | 133          | 1,73         |             |             |
|                | Olga Dhamelincourt Pibarot | DVD            | 43           | 0,56         |             |             |
|                |                            |                |              |              |             |             |
| Inscrits       | Inscrits                   | Inscrits       | 11 843       | 100,00       | 11 857      | 100,00      |
| Abstention     | Abstention                 | Abstention     | 3 815        | 32,21        | 3 332       | 28,10       |
| Votants        | Votants                    | Votants        | 8 028        | 67,79        | 8 525       | 71,90       |
| Blancs et nuls | Blancs et nuls             | Blancs et nuls | 348          | 4,33         | 601         | 7,05        |
| Exprimés       | Exprimés                   | Exprimés       | 7 680        | 95,67        | 7 924       | 92,95       |

*sortant

#### Canton de Tarascon
| Candidats      | Candidats             | Étiquette      | Premier tour | Premier tour | Second tour | Second tour |
| Candidats      | Candidats             | Étiquette      | Voix         | %            | Voix        | %           |
| -------------- | --------------------- | -------------- | ------------ | ------------ | ----------- | ----------- |
|                | Lucien Limousin*      | UMP            | 2 898        | 38,70        | 3 616       | 45,98       |
|                | Jean-Claude Marchand  | FN             | 1 729        | 23,09        | 1 699       | 21,60       |
|                | Jean-Pierre Bacchiani | PS             | 1 477        | 19,72        | 2 549       | 32,41       |
|                | Bernard Leleu         | DVD            | 431          | 5,76         |             |             |
|                | Jean-René Soler       | DVG            | 367          | 4,90         |             |             |
|                | Jacques Laupies       | PCF            | 343          | 4,58         |             |             |
|                | Guy Dubost            | EXG            | 146          | 1,95         |             |             |
|                | Élisabeth Vallat      | EXG            | 97           | 1,30         |             |             |
|                |                       |                |              |              |             |             |
| Inscrits       | Inscrits              | Inscrits       | 12 102       | 100,00       | 12 102      | 100,00      |
| Abstention     | Abstention            | Abstention     | 4 281        | 35,37        | 3 961       | 32,73       |
| Votants        | Votants               | Votants        | 7 821        | 64,63        | 8 141       | 67,27       |
| Blancs et nuls | Blancs et nuls        | Blancs et nuls | 333          | 4,26         | 277         | 3,40        |
| Exprimés       | Exprimés              | Exprimés       | 7 488        | 95,74        | 7 864       | 96,60       |

*sortant

#### Canton de Trets
| Candidats      | Candidats          | Étiquette      | Premier tour | Premier tour | Second tour | Second tour |
| Candidats      | Candidats          | Étiquette      | Voix         | %            | Voix        | %           |
| -------------- | ------------------ | -------------- | ------------ | ------------ | ----------- | ----------- |
|                | Jean Bonfillon*    | DVD            | 4 784        | 35,32        | 6 061       | 42,21       |
|                | Roger Tassy        | PS             | 3 880        | 28,65        | 6 220       | 43,32       |
|                | Philippe Loustau   | FN             | 2 089        | 15,42        | 2 078       | 14,47       |
|                | François Coquillat | PCF            | 1 706        | 12,60        |             |             |
|                | Cécile Abad        | LO             | 577          | 4,26         |             |             |
|                | Frédéric Rajustel  | DVD            | 508          | 3,75         |             |             |
|                |                    |                |              |              |             |             |
| Inscrits       | Inscrits           | Inscrits       | 20 840       | 100,00       | 20 831      | 100,00      |
| Abstention     | Abstention         | Abstention     | 6 748        | 32,38        | 5 850       | 28,08       |
| Votants        | Votants            | Votants        | 14 092       | 67,62        | 14 981      | 71,92       |
| Blancs et nuls | Blancs et nuls     | Blancs et nuls | 548          | 3,89         | 622         | 4,15        |
| Exprimés       | Exprimés           | Exprimés       | 13 544       | 96,11        | 14 359      | 95,85       |

*sortant

#### Canton de Vitrolles
| Candidats      | Candidats             | Étiquette      | Premier tour | Premier tour | Second tour | Second tour |
| Candidats      | Candidats             | Étiquette      | Voix         | %            | Voix        | %           |
| -------------- | --------------------- | -------------- | ------------ | ------------ | ----------- | ----------- |
|                | Guy Obino             | PS             | 5 233        | 42,71        | 8 488       | 65,48       |
|                | Éric Grandviergne     | FN             | 2 351        | 19,19        | 4 475       | 34,52       |
|                | Christian Borelli     | DVD            | 1 209        | 9,87         |             |             |
|                | Henri Agarrat         | PCF            | 1 079        | 8,81         |             |             |
|                | William Carrulla      | UDF            | 1 001        | 8,17         |             |             |
|                | Alain Cesari          | EXD            | 923          | 7,53         |             |             |
|                | Jean-Michel Ghiotto   | EXG            | 297          | 2,42         |             |             |
|                | Catherine del Socorro | EXG            | 160          | 1,31         |             |             |
|                |                       |                |              |              |             |             |
| Inscrits       | Inscrits              | Inscrits       | 21 228       | 100,00       | 21 237      | 100,00      |
| Abstention     | Abstention            | Abstention     | 8 559        | 40,32        | 7 587       | 35,73       |
| Votants        | Votants               | Votants        | 12 669       | 59,68        | 13 650      | 64,27       |
| Blancs et nuls | Blancs et nuls        | Blancs et nuls | 416          | 3,28         | 687         | 5,03        |
| Exprimés       | Exprimés              | Exprimés       | 12 253       | 96,72        | 12 963      | 94,97       |